# بنتيفوليو (إميليا رومانيا)
بنتيفوليو (بالإيطالية: Bentivoglio)‏ هي بلدية في مقاطعة بولونيا في إقليم إميليا رومانيا الإيطالي.

## السكان
في سنة 1861 بلغ عدد السكان 3٬962 نسمة، وتطور العدد ليصل في سنة 2011 لـ 5٬358 نسمة.
يظهر هذا المخطط البياني تطور النمو السكاني لـ بنتيفوليو (إميليا رومانيا)

## أعلام
- سيمونا فينتورا
- فابيو بوريني
- ماسيمو لوفيسو